# 王宫花园 (慕尼黑)

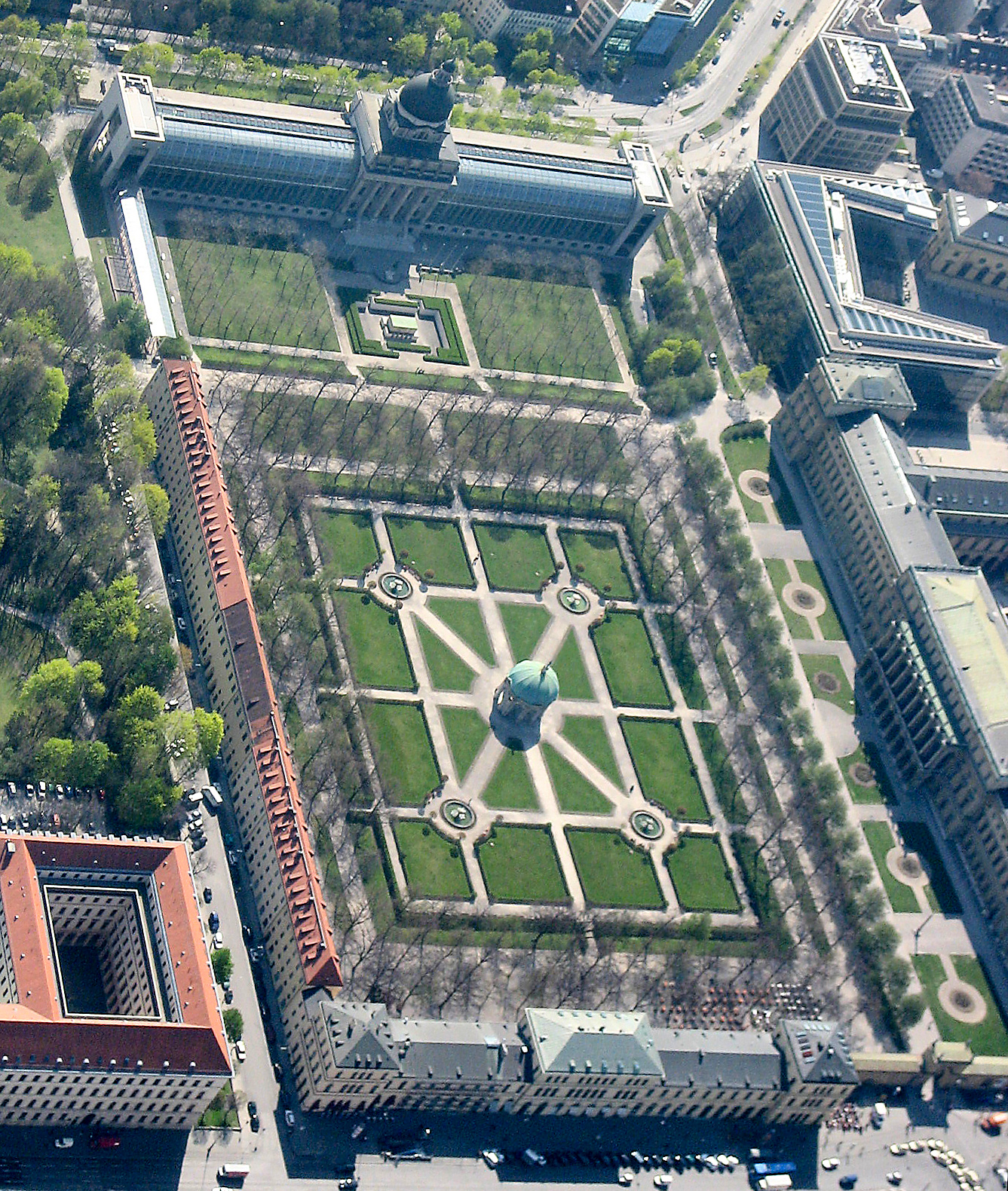
俯瞰王宫花园

王宫花园（Hofgarten）是德国慕尼黑市中心的一个花园，位于慕尼黑王宫与英国公园之间。

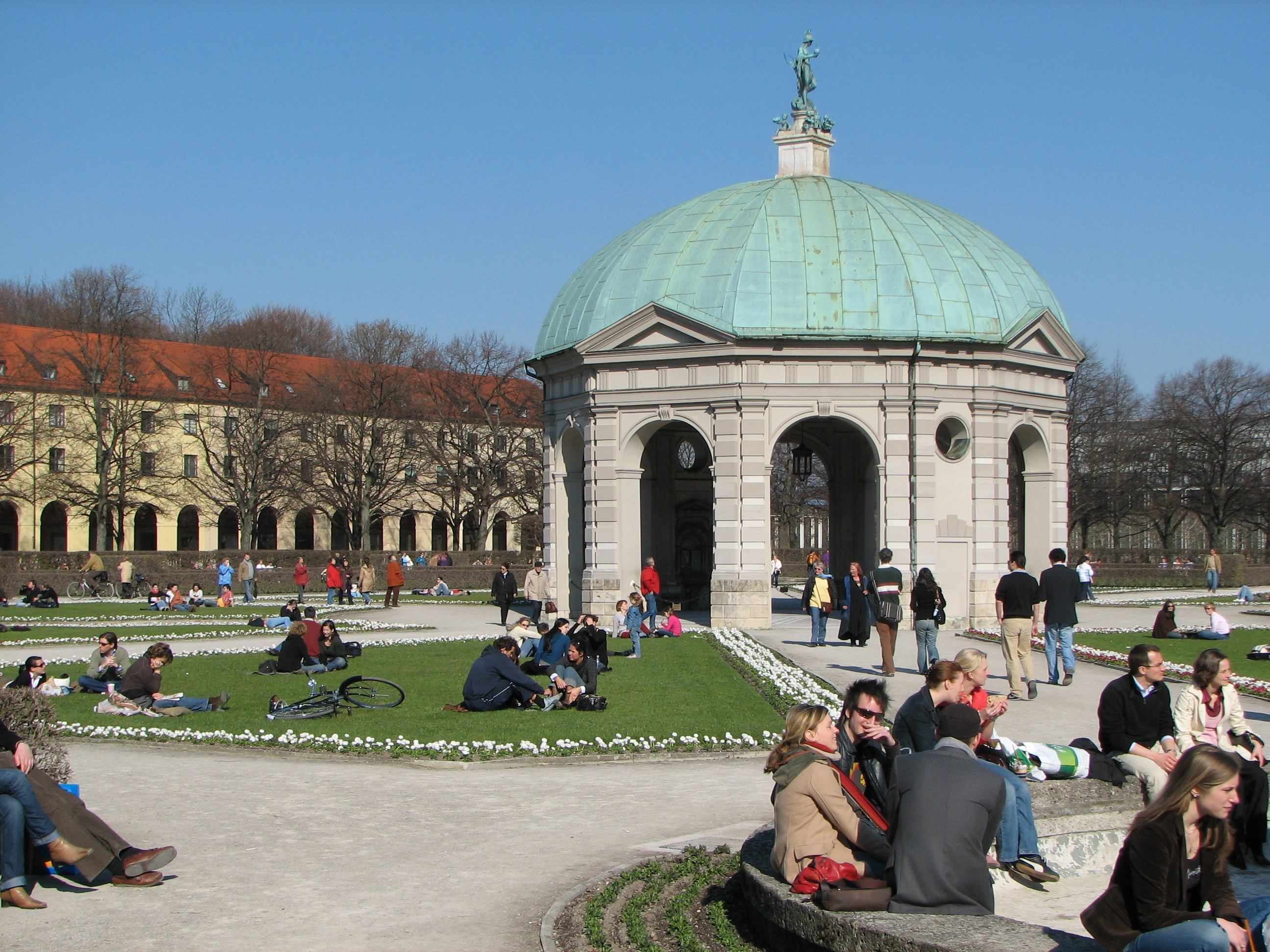
王宫花园

花园建于1613年-1617年，意大利文艺复兴风格。在花园中心是女神狄安娜的亭子，建于1615年。屋顶是巴伐利亚雕像（1623年）的复制品。小径通往周围八个方向。
在花园东北角，是一个方形的黑色花岗岩白玫瑰小组纪念碑，其成员从事反对希特勒政权的非暴力运动。 王宫花园在第二次世界大战期间被摧毁，战后重建。 
王宫花园出现在T·S·艾略特的诗《荒原》中。